# Pandanicola
Pandanicola es un género de hongos en la familia Xylariaceae.